# Andreas Gelz
Andreas Gelz (* 29. Juni 1964 in Merzig) ist ein deutscher Romanist. Seit 2007 ist er Lehrstuhlinhaber für Romanische Philologie (französische und spanische Literaturwissenschaft) an der Albert-Ludwigs-Universität Freiburg.

## Leben
Gelz studierte von 1984 bis 1991 an der Universität des Saarlandes Romanistik (französische und spanische Literaturwissenschaft) und Germanistik, zudem schloss er das Grundstudium am Institut für angewandte Sprachwissenschaft sowie Übersetzen und Dolmetschen (Französisch, Spanisch) der gleichen Universität ab. An der Université Lyon II erwarb er 1987 die Licence de Lettres modernes, in Saarbrücken 1991 den Magister artium. Mit einer Arbeit über Postavantgardistische Ästhetik. Positionen der französischen und italienischen Gegenwartsliteratur promovierte er 1994 an der Universität des Saarlandes zum Dr. phil. Von 1993 bis 2004 war er als wissenschaftlicher Mitarbeiter bzw. Assistent bei Helene Harth am Institut für Romanistik der Universität Potsdam tätig. Mit der Habilitationsschrift Tertulia: Literatur und Gesellschaft im Spanien des 18. und 19. Jahrhunderts bekam er dort 2002 die Lehrbefugnis für das Fachgebiet Romanische Philologie/Literaturwissenschaft. 
Zwischen 2001 und 2004 vertrat er Lehrstühle an der Ernst-Moritz-Arndt-Universität Greifswald, der Julius-Maximilians-Universität Würzburg und der Ludwig-Maximilians-Universität München. Im April 2004 wurde er auf eine Professur für Romanische Literaturwissenschaft (Schwerpunkt Hispanistik) an der Universität Kassel berufen, wo er von 2005 bis 2007 auch Studiendekan des Fachbereichs Sprach- und Literaturwissenschaften war. Im April 2007 wechselte er auf den Lehrstuhl  für Romanische Philologie (französische und spanische Literaturwissenschaft, W3) an der Albert-Ludwigs-Universität Freiburg. Von 2015 bis 2019 war er 
Vertrauensdozent der Studienstiftung des Deutschen Volkes, von 2019 bis 2023 gehörte er dem akademischen Senat der Universität Freiburg an.
Seine Arbeitsschwerpunkte liegen im Bereich der französischen und spanischen Literatur- und  Kulturgeschichte des 17.–20. Jh. sowie der französischen Gegenwartsliteratur, u. a. Soziabilität, interkulturelle und intermediale Beziehungen (Übersetzung, Reise, Bild-Text-Relationen) und Literaturtheorie.